# Естервурт
Естервурт (нім. Oesterwurth) — громада в Німеччині, розташована в землі Шлезвіг-Гольштейн. Входить до складу району Дітмаршен. Складова частина об'єднання громад Бюзум-Вессельбурен.
Площа — 14,19 км2. Населення становить 243 ос. (станом на 31 грудня 2020).

## Галерея

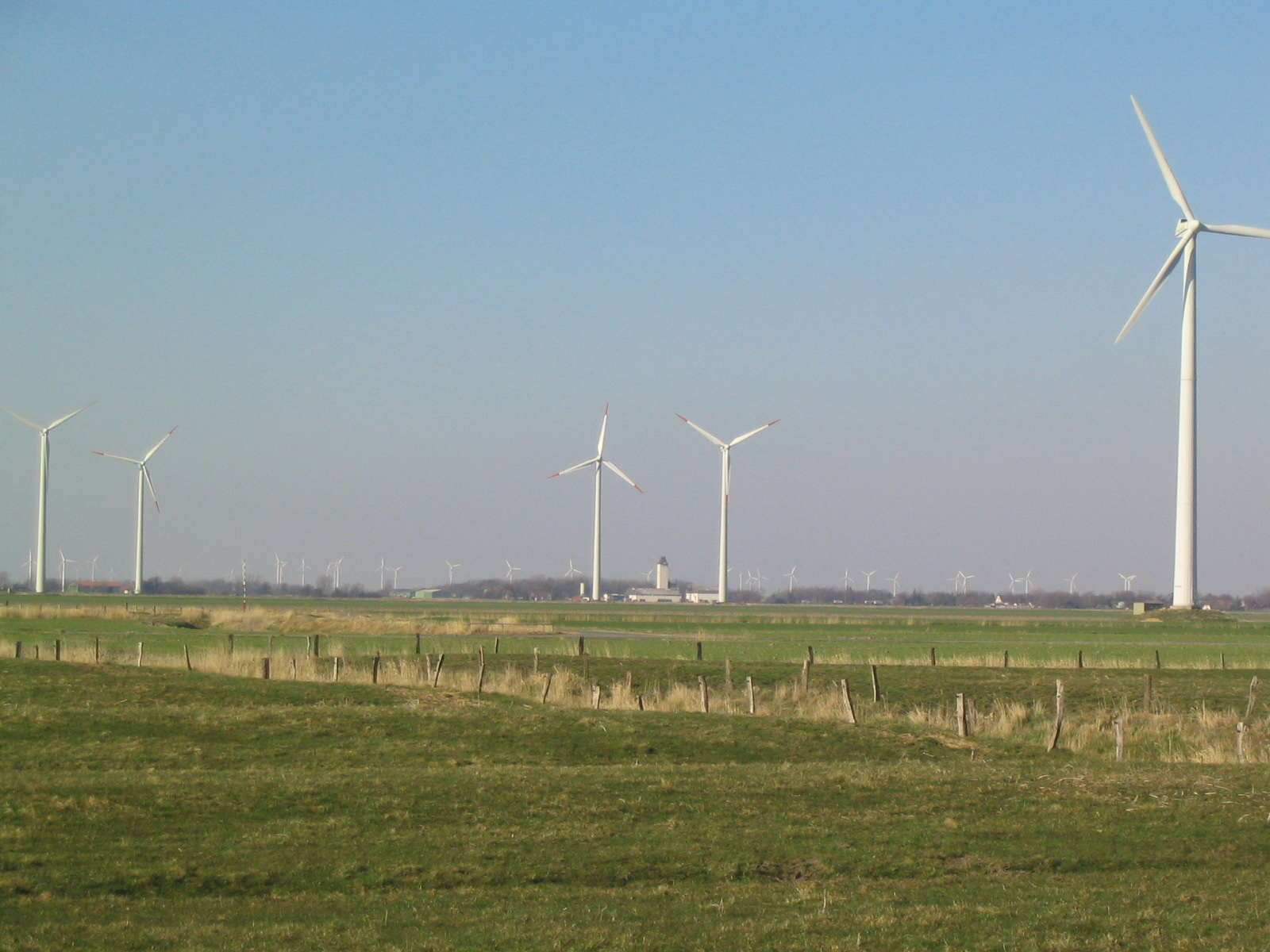
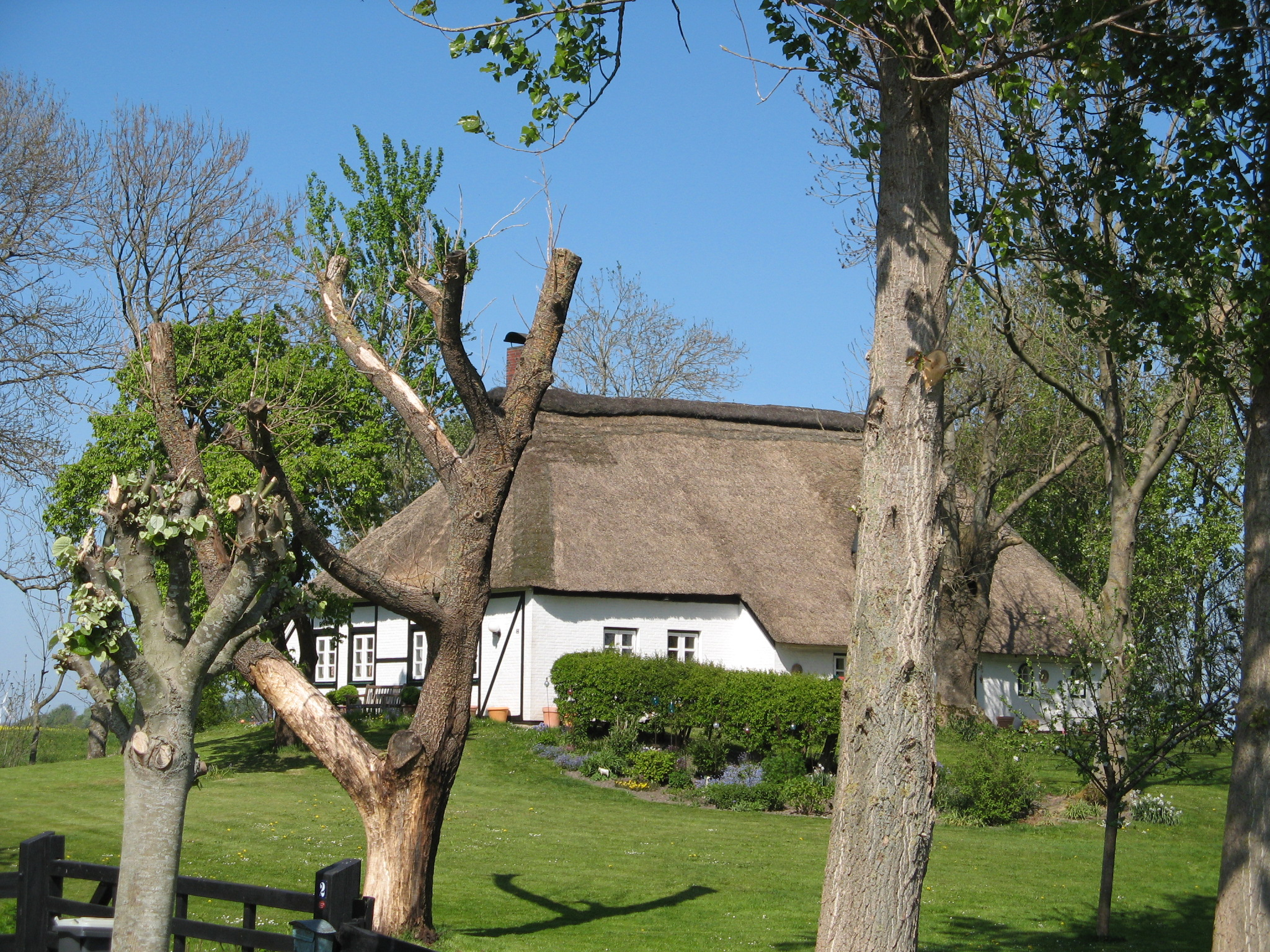